# Islanders de Bridgeport
Les Islanders de Bridgeport sont une franchise professionnelle de hockey sur glace de la Ligue américaine de hockey en Amérique du Nord. Ils font partie de la division Atlantique dans l'association de l'Est.

## Histoire
Les Islanders de Bridgeport furent fondés en 2001 sous le nom des Sound Tigers de Bridgeport. Les couleurs de l'équipe sont le bleu et l'orange en raison du logo de l'équipe représentant originellement une tête de tigre à prédominante bleue. Le logo a depuis été changé et coloré en orange en août 2006. Leur première saison les mena en finale de la coupe Calder qu'ils perdirent contre les Wolves de Chicago 4 matchs à 1.

Logo de 2001 à 2006
Logo de 2006 à 2010
Logo de 2010 à 2021
Logo de 2021 à 2024
Logo de 2024 à aujourd'hui

## Rivalité
Les Wolf Pack de Hartford, l'équipe affiliée aux Rangers de New York sont les plus grands rivaux des Sound Tigers. Ceci est dû au fait que Bridgeport et Hartford sont deux des plus importantes villes du Connecticut et que les Islanders et les Rangers sont eux-mêmes rivaux.[réf. nécessaire]

## Statistiques
| Saison    | PJ | V  | D  | N  | DP | DTB | BP  | BC  | Pts | Classement    | Séries éliminatoires                               |
| --------- | -- | -- | -- | -- | -- | --- | --- | --- | --- | ------------- | -------------------------------------------------- |
| 2001-2002 | 80 | 43 | 25 | 8  | 4  | -   | 240 | 192 | 98  | 1er Est       | Finalistes                                         |
| 2002-2003 | 80 | 40 | 26 | 11 | 3  | -   | 219 | 198 | 94  | 2e Est        | Éliminés au 2e tour                                |
| 2003-2004 | 80 | 41 | 23 | 12 | 4  | -   | 178 | 140 | 98  | 2e Est        | Éliminés au 1er tour                               |
| 2004-2005 | 80 | 37 | 38 | 1  | 4  | -   | 192 | 222 | 79  | 6e Est        | Non qualifiés                                      |
| 2005-2006 | 80 | 38 | 33 | -  | 6  | 3   | 246 | 253 | 85  | 4e Est        | Éliminés au 1er tour                               |
| 2006-2007 | 80 | 36 | 37 | -  | 1  | 6   | 229 | 267 | 79  | 5e Est        | Non qualifiés                                      |
| 2007-2008 | 80 | 40 | 36 | -  | 1  | 3   | 225 | 240 | 84  | 5e Est        | Non qualifiés                                      |
| 2008-2009 | 80 | 49 | 23 | -  | 3  | 5   | 241 | 212 | 106 | 2e Est        | Éliminés au 1er tour                               |
| 2009-2010 | 80 | 38 | 32 | -  | 4  | 6   | 201 | 220 | 86  | 5e Atlantique | Éliminés au 1er tour                               |
| 2010-2011 | 80 | 30 | 39 | -  | 4  | 7   | 218 | 266 | 71  | 7e Atlantique | Non qualifiés                                      |
| 2011-2012 | 76 | 41 | 26 | -  | 3  | 6   | 233 | 219 | 91  | 1er Nord-Est  | Éliminés au 1er tour                               |
| 2012-2013 | 76 | 32 | 32 | -  | 7  | 5   | 218 | 242 | 76  | 3e Nord-Est   | Non qualifiés                                      |
| 2013-2014 | 76 | 28 | 40 | -  | 2  | 6   | 183 | 238 | 64  | 5e Nord-Est   | Non qualifiés                                      |
| 2014-2015 | 76 | 28 | 40 | -  | 7  | 1   | 213 | 246 | 64  | 5e Nord-Est   | Non qualifiés                                      |
| 2015-2016 | 76 | 40 | 29 | -  | 4  | 3   | 209 | 220 | 87  | 5e Atlantique | Éliminés au 1er tour                               |
| 2016-2017 | 76 | 44 | 28 | -  | 3  | 1   | 220 | 212 | 92  | 5e Atlantique | Non qualifiés                                      |
| 2017-2018 | 76 | 36 | 32 | -  | 5  | 3   | 206 | 214 | 80  | 5e Atlantique | Non qualifiés                                      |
| 2018-2019 | 76 | 43 | 24 | -  | 6  | 3   | 233 | 228 | 95  | 2e Atlantique | Éliminés au 1er tour                               |
| 2019-2020 | 63 | 23 | 33 | -  | 5  | 2   | 152 | 206 | 53  | 8e Atlantique | Séries annulées à cause de la pandémie de Covid-19 |
| 2020-2021 | 24 | 8  | 14 | -  | 2  | 0   | 59  | 81  | 18  | 3e Atlantique | Séries annulées à cause de la pandémie             |
| 2021-2022 | 72 | 31 | 30 | -  | 7  | 4   | 213 | 226 | 73  | 6e Atlantique | Éliminés au 2e tour                                |
| 2022-2023 | 72 | 34 | 30 | -  | 7  | 1   | 238 | 248 | 79  | 7e Atlantique | Non qualifiés                                      |
| 2023-2024 | 72 | 25 | 38 | -  | 7  | 2   | 162 | 222 | 59  | 8e Atlantique | Non qualifiés                                      |

## Personnalités

### Entraîneurs
- Steve Stirling (2001-2003)
- Greg Cronin (2003-2005)
- Dave Baseggio (2005-2006)
- Dan Marshall (2006-2007)
- Jack Capuano (2007-2010)
- Pat Bingham (2010-2011)
- Brent Thompson (2011-2012)
- Scott Pellerin (2012-2014)
- Brent Thompson (depuis 2014)

## Palmarès
- Titre de division : 1 (2001-2002)
- Titre de saison régulière : 1 (2001-2002)